# Tito Mora
Carlos García Romero (Madrid, 25 de junio de 1940 – 30 de diciembre de 2013), conocido artísticamente como Tito Mora, fue un cantante español de música pop.

## Trayectoria artística
Hijo del barítono José García Fernández Olaria y de la soprano Ana Romero Campos, y hermano de Ana María Olaria, figura de la lírica en los años 60, y de Amparo de Lerma, dedicada a la revista musical y a la zarzuela. Inició su carrera a finales de los años 50 como cantante del grupo Los Brujos, posteriormente continuó en solitario siendo uno de los primeros ídolos del pop español en los años 60, recibiendo en 1964 el primer disco de oro de un cantante español. En 1964 junto a la cantante Gelu, de la que fue pareja un par de años, grabaron con singles con los temas Gracias y Dile.
Participó en dos ocasiones en el Festival de la Canción de Benidorm, en 1964 con Mis huellas quedarán y en 1966 con la canción ¿Quién?; también participó en el Festival de la Canción Mediterránea en Barcelona, en 1963, con el tema En Roma compuesto por Fina Calderón.
En 1962 Tito Mora grabó su primer disco, un EP con las canciones: Muchacho,  El Mesmito,  Olvídate,  y Ya Ya Ya. Fueron éxito canciones como La novia, Volver a verte, La hora o El triste. Participó en programas radiofónicos como comentarista musical: Ayer y hoy de Radio Madrid o Tito Mora entre amigos en RNE, entre otros programas. Se fue a vivir a Nueva York desde 1967 hasta los años 80, para después volver a Madrid, donde regentó una sala de fiestas y siguió con sus galas hasta los años 90. Su último disco fue Vivo por ti en 1996.
En cine participó en varias películas, como: Dos chicas locas, locas junto con Miguel Ríos y Pili y Mili y dirigida por Pedro Lazaga en 1965; y en Mayores con reparos dirigida por Fernando Fernán Gómez en 1966.